# Chipiu remarquable
Incaspiza pulchra
Espèce
Statut de conservation UICN

 LC  : Préoccupation mineure
Le Chipiu remarquable (Incaspiza pulchra) est une espèce de passereaux de la famille des Thraupidae.

## Répartition
Il est endémique au Pérou.